# Zavala County
Das Zavala County ist ein County im Bundesstaat Texas der Vereinigten Staaten. Das U.S. Census Bureau hat bei der Volkszählung 2020 eine Einwohnerzahl von 9.670 ermittelt. Der Sitz der County-Verwaltung ist Crystal City.

## Geographie
Das County liegt etwa 130 km südlich des geographischen Zentrums von Texas. Es hat eine Fläche von 3371 Quadratkilometern, wovon 8 Quadratkilometer Wasserfläche sind. Es grenzt im Uhrzeigersinn an folgende Countys: Uvalde County, Frio County, Dimmit County und Maverick County.

## Geschichte
Zavala County wurde 1858 aus Teilen des Maverick County gebildet. Benannt wurde es nach Lorenzo de Zavala, einem mexikanischen Rancher, der zu den Unterzeichnern der texanischen Unabhängigkeitserklärung gehört hatte und erster Vizepräsident der Republik Texas gewesen war. 

## Demografische Daten

Alterspyramide des Zavala County

Nach der Volkszählung im Jahr 2000 lebten im Zavala County 11.600 Menschen in 3.428 Haushalten und 2.807 Familien. Die Bevölkerungsdichte betrug 3 Einwohner pro Quadratkilometer. Ethnisch betrachtet setzte sich die Bevölkerung zusammen aus 65,06 Prozent Weißen, 0,49 Prozent Afroamerikanern, 0,59 Prozent amerikanischen Ureinwohnern, 0,09 Prozent Asiaten, 0,03 Prozent Bewohnern aus dem pazifischen Inselraum und 31,08 Prozent aus anderen ethnischen Gruppen; 2,66 Prozent stammten von zwei oder mehr Ethnien ab. 91,22 Prozent der Einwohner waren spanischer oder lateinamerikanischer Abstammung.
Von den 3.428 Haushalten hatten 43,8 Prozent Kinder oder Jugendliche, die mit ihnen zusammen lebten. 55,1 Prozent waren verheiratete, zusammenlebende Paare 21,8 Prozent waren allein erziehende Mütter und 18,1 Prozent waren keine Familien. 16,6 Prozent waren Singlehaushalte und in 9,1 Prozent lebten Menschen im Alter von 65 Jahren oder darüber. Die durchschnittliche Haushaltsgröße betrug 3,28 und die durchschnittliche Familiengröße betrug 3,70 Personen.
34,1 Prozent der Bevölkerung war unter 18 Jahre alt, 10,2 Prozent zwischen 18 und 24, 25,6 Prozent zwischen 25 und 44, 18,7 Prozent zwischen 45 und 64 und 11,3 Prozent waren 65 Jahre alt oder älter. Das Durchschnittsalter betrug 29 Jahre. Auf 100 weibliche Personen kamen 97,5 männliche Personen und auf 100 Frauen im Alter von 18 Jahren oder darüber kamen 95,8 Männer.
Das jährliche Durchschnittseinkommen eines Haushalts betrug 16.844 USD, das Durchschnittseinkommen einer Familie betrug 19.418 USD. Männer hatten ein Durchschnittseinkommen von 22.045 USD, Frauen 14.416 USD. Das Prokopfeinkommen betrug 10.034 USD. 37,4 Prozent der Familien und 41,8 Prozent der Einwohner lebten unterhalb der Armutsgrenze.

## Orte im Zavala County
City
| - Crystal City |

Census-designated places (CDP)
| - Amaya - Batesville - Chula Vista | - La Pryor - Loma Grande |

Unincorporated Communitys
| - Cometa |